# Президентские выборы на Кипре (2023)
Президентские выборы на Кипре 2023 года прошли 5 и 12 февраля в соответствии с действующим законодательством Республики Кипр. По итогам первого тура, кандидат от правящей партии занял третье место, а также был назначен второй тур выборов. Причиной, по которой кандидат от Демократического объединения проиграл выборы, можно назвать тот факт, что действующий и довольно популярный Никос Анастасиадис не имел право избираться на третий срок, и партии пришлось выдвинуть другого кандидата.

## Кандидаты

### Основные кандидаты
Авероф Неофиту — мэр Полиса (1991—1998), депутат от г. Пафос (1996—1999), министр коммуникаций и труда (1999—2003), депутат от г. Никосия (с 2006 по н.в.). Президент ДО. Кандидат от своей партии.
Андреас Мавруяннис — посол в Ирландии (1997—1999) и Франции (1999—2002), член переговорной комиссии на переговорах по Кипру (2013—2022), парламентский представитель Кипра в Европейском Союзе (2008—2011), заместитель министра по Европейским отношениям (2011—2013), постоянный представитель Кипра в ООН (2019—2021). Независимый и беспартийный кандидат, поддерживаемый силами левого центра.
Никос Христодулидис — бывший министр иностранных дел (2018—2022), директор дипломатического офиса президента Республики Кипр (2013—2018), пресс-секретарь правительства (2014—2018), член ДО. Баллотировался вопреки решению партии о поддержке другого кандидата, однако получил широкую партийную поддержку правого центра.

### Прочие кандидаты
- Андроникос Зервидес — независимый кандидат.
- Алексиос Саввидес — предприниматель и генеральный директор «GPG Cyprus». независимый кандидат.
- Андреас Эфстратиу — постоянный кандидат на президентских выборах Кипра с 2003 года. Независимый кандидат.
- Ахиллеас Деметриадес — юрист, истец знаменитого дела «Лоизиду против Турции». Независимый кандидат, поддержан партией «Фамагуста за Кипр».
- Джордж Колокассидес — юрист, бывший заместитель председателя ДП. Независимый кандидат.
- Константинос Христофидес — бывший ректор Кипрского университета, член руководящего комитета партии «Новая волна». Кандидат от НВ.
- Лукас Ставру — президент НКР. Кандидат от своей партии.
- Селестина де Петро — бывший член ННФ. Независимый кандидат.
- Харалампос Аристотелус — член ОДМО. Независимый кандидат.
- Христос Христу — депутат от г. Никосия (2016 — н.в.). Президент ННФ. Кандидат от своей партии.
- Юлия Ховрина Комнину — президент КРП. Кандидат от своей партии.

## Избирательная кампания
Все три кандидата выступают за план двухзональной, двухобщинной федерации для решения кипрской проблемы. Они также согласны с санкциями, введенными против России после украинского вторжения, и являются твердыми сторонниками ЕС и европейской интеграции. Большая часть различий программ завязано на формах реализации реформ образования, экономики и энергетики.

### Авероф Неофиту
Авероф выдвинул свою кандидатуру на выборы 22 декабря 2021 года. Как президент ДО, официально был поддержан своей партией, а также большинством правоцентристских сил, из-за чего того справедливо считали приемником уходящего в отставку Анастасиадиса, так-как тот, будучи председателем правящей партии, играл активную и значимую роль в правительстве ещё с 2013 года.
Так, основная программа вращалась вокруг новых политик и реформ, в частности, насчёт членства Кипра в НАТО, пересмотра конституции для повышения прозрачности правительства и снижения коррупции, а также радикальная реформа образования: ввод обязательного полного школьного образования, переориентация образования на развитие навыков и умений, а не материала. Не менее значимым пунктом был и снижение государственного долга до 30 % от ВВП к 2028 году, создание соотношения мужчин и женщин в кабинете министров 1 к 1, а также преобразование Кипра в региональный центр технологического прогресса, образования, здравоохранения и развития, оснащение всех домов солнечными панелями за счёт государства, добившись 125 % покрытия потребности в электроэнергии и продавая излишки, а также попутное увеличение оборнного бюджета до 2 % от ВВП.
Особое внимание в программе уделялось налоговой реформе, которую тот назвал «самой важной и радикальной социальной реформой, когда-либо проводившейся в стране». Так, налогообложение каждой семье должно было бы рассчитываться с учётом количества детей и суммарного дохода семьи, а не его отдельных членов. По словам Аверофа, это позволило бы улучшить жизнь более чем 126.000 семей.В некоторых случаях тот допускал снижение налога для семей до 30.000 евро. План налоговой реформы был подвергнут жёсткой критике оппонентами, и был охарактеризован обозревателями как популистский. Так, Маврояннис заявил, что «Авероф превратился в Лиз Трасс», который своим планом больше поможет богатым, чем семьям. Неофиту категорически отверг обвинения, заявив о том, что он не имеет ничего общего с Трасс, а его реформа не нацелена на богатых. Другие кандидаты, как Христодулидис и Маврохианнис выступили против членства Кипра в НАТО, считая, что это сыграет на руку Турции и позволит ему демонстративно отклонить заявку, нанеся репутационный ущерб стране. Неофиту признал это, но сказал о том, что наоборот, это будет чёткий сигнал для всего мира о векторе направления страны, а также позволит наладить отношения с США. Кандидат был поддержан действующим президентом Кипра и председателем палаты представителей.

### Андреас Мавруяннис
Принял решение о своём выдвижении и отставке 15 апреля 2022 года в связи с отсутствие прогресса переговоров по Кипрской проблеме, баллотировавшись как независимый кандидат, обещая постепенное преобразование Кипра и его реформацию.
Мавруяннис получил поддержку от левых и левоцентристских сил, в частности от ППТНК, которые решили не баллотироваться на выборы со своим кандидатом, а поддержать независимого кандидата. Так, праймериз внутри ППТНК, голосуя между Мавруяннисом и Деметрадесом, приняли решение о поддержке первого с 53 % голосов против 38 %.
Предвыборная кампания была направлена на вопрос о изменении и смене власти, а также преобразование Кипра в зелёное государство всеобщего благосостояния и равных возможностей. Так, программа включала отмену двойного налогообложения топлива, снижение НДС на электроэнергию с 19 % до 9 %, введение обязательного обучения, оснащение всех домов солнечными панелями на основе дифференцированной субсидии, которая позволит полностью закрыть потребности страны в электричестве. Помимо этого, он считал нужным ввести налог на сверхприбыль энергетических компаний, 100 % возврат индекс потребительных цен, исходя из инфляции и её распространённости на работников. Помимо этого, Андреас раскритиковал МРОТ в размере 940 евро, введённая Анастасиадисом, пообещав её увеличить и отменить все исключения. Помимо этого, тот предложил отменить штраф в размере 12 % пенсии, который налагается на тех, кто уходит на пенсию раньше.
Неофиту называл Андреаса зависимым от ППТНК политиком, однако это обвинение было отвергнуто, а Мавруяннис подчеркнул тот факт, что он независим, добавив о городости за то, что его поддерживает значимая прогрессивная левая политическая сила.

### Никос Христодулидис
Никос вступил в президентские выборы как независимый кандидат, лишившись поддержки собственной партии, которая пыталась поддержать Неофиту. Изначально тот считался абсолютным фаворитом на выборах: около 50 % населения были готовы за него проголосовать в мае 2022 года, когда ближайшие кандидаты отставали на 30 пунктов. Однако со временем популярность значительно снизилась, но даже так в последних предвыборных опросах тот опережал своих кандидатов на 6-8 процентов. Кандидата поддержали как правоцентристские, так и левоцентристские силы, в том числе и некоторые правые партии. В ходе своей кампании тот изначально отказался критиковать правительство своего предшественника, и неоднократно заявлял, что его план — сохранение текущей политики с её реформацией в тех моментах, где она была неоптимальна. Он назвал себя социал-либералом, и сказал, что главная цель на выборах — это создание кабинета национального единства со всеми политическими силами.
Неофиту в ответ на это сообщил, что его партия не будет участвовать в кабинете Никоса, считая, что уважая волю своих кандидатов, они будут обязаны войти в оппозицию к нему. Он также привычно отрицал независимость своего оппонента, критиковал Христодулидиса за независимость от партии, расхождение его позиции с позицией партии по вопросам экономики и кипрской проблемой. Никос в ответ активно отрицал свою ангажированность, доказывая, что тот полностью независим, показывая, что тот не вёл переговоров с кем-либо для заполучения поддержки, что было подтверждено главой одной из союзных партий.
Согласно программе, основные цели Христодулидиса — актуализация системы образования и её связывание с экономикой, создание должностей заместителей министерств миграции и спорта, оказание финансовой помощи для уязвимых групп, посредством модификации ИПЦ, и внедрения программ финансовой грамотности. Также тот активно выступал за создание цифровой и зелёной экономики на Кипре, реформирование налоговой и пенсионной реформы, модернизации энергосетей Кипра с внедрением соединительных ветвей между государством и Грецией, Израилем, Египтом, попутно переходя на зелёную энергию. Также тот агитировал за покрытие всех затрат правительством по установке солнечных батарей для малообеспеченных семей, и 50 % для всех остальных. Отдельно педалировалась тема укрепления отношений с ЕС, где тот высказывал позицию о том, что именно Евросоюз позволит решить Кипрскую проблему.

## Социологические опросы
Первый тур
Второй тур

## Результаты выборов
| Кандидат                                                                                 | Партия                                    | Первый тур | Первый тур | Второй тур | Второй тур |
| Кандидат                                                                                 | Партия                                    | Голоса     | %          | Голоса     | %          |
| ---------------------------------------------------------------------------------------- | ----------------------------------------- | ---------- | ---------- | ---------- | ---------- |
| Никос Христодулидис                                                                      | Независимый                               | 127 309    | 32.04      | 204 867    | 51.97 %    |
| Андреас Маврояннис                                                                       | Независимый                               | 117 551    | 29.59      | 189 335    | 48.03 %    |
| Авероф Неофиту                                                                           | Демократическое объединение               | 103 748    | 26.21      |            |            |
| Христос Христу                                                                           | Национальный народный фронт               | 23 988     | 6.04       |            |            |
| Ахиллеас Деметриадес                                                                     | Независимый                               | 8 137      | 2.05       |            |            |
| Константинос Христофидес                                                                 | Новая волна — другой Кипр                 | 6 326      | 1.59       |            |            |
| Георгиос Колокассидес                                                                    | Независимый                               | 5 287      | 1.33       |            |            |
| Алексиос Саввидес                                                                        | Независимый                               | 2 395      | 0.60       |            |            |
| Харалампос Аристотель                                                                    | Независимый                               | 866        | 0.22       |            |            |
| Селестина де Петро                                                                       | Независимый                               | 575        | 0.14       |            |            |
| Андроникос Зервидис                                                                      | Независимый                               | 341        | 0.09       |            |            |
| Юлия Ховрина Комнину                                                                     | Объединённая республиканская партия Кипра | 330        | 0.08       |            |            |
| Андреас Эфстратиу                                                                        | Независимый                               | 299        | 0.08       |            |            |
| Лукас Ставру                                                                             | Национальная коммунитарная реконструкция  | 165        | 0.04       |            |            |
| Итого                                                                                    | Итого                                     | 397 317    | 100.00     | 394 202    | 100.00     |
|                                                                                          |                                           |            |            |            |            |
| Действительные голоса                                                                    | Действительные голоса                     | 397 317    | 98.27      | 394 202    | 96.95      |
| Недействительные голоса                                                                  | Недействительные голоса                   | 5 333      | 1.32       | 8 428      | 2.07       |
| Пустые голоса                                                                            | Пустые голоса                             | 1 671      | 0.41       | 3 986      | 0.98       |
| Всего голосов                                                                            | Всего голосов                             | 404 321    | 100.00     | 406 616    | 100.00     |
| Зарегистрированные избиратели/явка                                                       | Зарегистрированные избиратели/явка        | 561 273    | 72.04      | 561 273    | 72.45      |
| Источники: Central Electoral Service: First Tour; Central Electoral Service: Second Tour |                                           |            |            |            |            |